# Кућни попац
Кућни попац (лат. Acheta domesticus) обично се назива и кућни зрикавац, је највероватније поријеклом из југозападне Азије, али је између 1950. и 2000. постао храна за кућне љубимце и инсект који се користи у истраживачкој индустрији па се тако раширио по цијелом свијету. Могу се држати и као кућни љубимци, као што је то чест случај у Кини и Јапану.

## Опис
Домаћи цврчак је обично сиве или смеђкасте боје, има ваљкасто тијело дугачко до 2цм и крупну главу. Пипци су коначасти и дуги. Задње ноге су прилагођене скакању. Женке су крупније од мужјака. Мужјаци и женке изгледају слично, али женке имају овипозитор на задњој страни дужине око 12мм. Овипозитор је смеђе-црне боје и окружен је са два апендикса. Пипци су код мужјака истакнутији. Немају посебну зимску фазу, али могу преживјети хладноћу у зградама и око њих, као и на депонијама на којима их топлина ферментације може одржати у животу. Фотофобна су врста. Дању се скривају, док су ноћу веома активни. Масовно се могу појавити током дана. Јаја полажу на влажну подлогу. Ларве подсећају на одрасле јединке, само немају крила. Развој траје између 7 и 12 мјесеци. Ларве се пресвлаче 9-11 пута. Одговара им повећан степен влаге и виша температура. Често се срећу по пекарама и кућама. Напада воће и поврће. Погодује јој храна као што су брашно, сокови, месо и текстил. Животни циклус им траје од 2 до три мјесеца.

## Као храна
Кућни попац је јестиви инсект. Узгаја се у југоисточној Азији и дијеловима Европе и Сјеверне Америке за људску исхрану. Сматра се да ће у Азији постати популарнији од многих аутохтоних врста цврчака јер конзументи тврде да имају одличан укус и текстура. Уобичајено је да буду печени на суво и то се сматра најхранљивијом врстом припреме, мада се често продају и пржени у дубоком уљу. Кућни попац који се узгаја за исхрану суши се смрзавањем и често се прерађује у прах познат као цврчково брашно.
У Швајцарској (од 2017) је кућни попац и званично одобрен за употребу у прехрамбеним производима. Док у Европској унији још није одобрен за исхрану. Међутим, 17. августа 2021. године, Европска агенција за безбједност хране објавила је процјену безбједности у којој се наводи да су смрзнуте и осушене формулације из попца безбједне за конзумацију. Као и сви инсекти, и кућни попац је потпуни извор протеина. Садрже и омега-3 и омега-6 масне киселине.